# Serranillos del Valle
Serranillos del Valle er en by og kommune i det centrale Spanien i Madrid-regionen. Den har et indbyggertal på 4.634 (2024) indbyggere.